# Creoleon irene
Creoleon irene är en insektsart som först beskrevs av Banks 1939.  Creoleon irene ingår i släktet Creoleon och familjen myrlejonsländor. Inga underarter finns listade i Catalogue of Life.